# Yeon Woo-jin
 Em seu pseudônimo, o sobrenome é Yeon.
Kim Bong-hoe (hangul: 김봉회; rr: Gim Bong-hoe; MR: Kim Bong-hoe; nascido em 5 de julho de 1984), mais conhecido pelo seu nome artístico Yeon Woo-jin (hangul: 연우진; rr: Yeon U-jin; MR: Yŏn U-chin), é um ator sul-coreano. Ele iniciou na indústria do entretenimento como modelo e ganhou reconhecimento como ator, após seu papel em Arang and the Magistrate (2012), que lhe rendeu uma indicação de Melhor Ator Revelação.
Yeon destacou-se posteriormente como o protagonista dos dramas coreanos: Yeonae Malgo Gyeolhon (2014), Divorce Lawyer in Love (2015), Introverted Boss (2017), Queen for Seven Days (2017) e Judge vs. Judge (2017).

## Carreira

### 2007–2013: Início como modelo e primeiros papéis na televisão
Em 2007, Kim iniciou sua carreira como modelo através da Semana de Moda de Seul e no ano seguinte modelou para a marca de jeans Evisu. Sua estreia como ator ocorreu no filme Just Friends? em 2009, sob o nome artístico de Seo Ji-hoo. Sua agência de gestão, mais tarde decidiu mudar seu nome artístico para Yeon Woo-jin. Após interpretar um professor no drama diário All My Love for You (2010), ele conquistou reconhecimento como o irmão mais novo do drama familiar Ojakgyo Family (2011-12). Posteriormente, então em seu primeiro papel como protagonista, Yeon interpretou um personagem, que se apaixona pela filha do assassino de seu irmão, no drama Just an Ordinary Story (2012) de quatro episódios.
Durante o ano de 2012, ele foi escalado como um vilão do drama de fantasia e romance, Arang and the Magistrate, e no ano seguinte, se reuniu com o diretor Kim Sang-ho do referido drama, para interpretar o antagonista do melodrama When a Man Falls in Love.

### 2014–presente: Papéis principais e crescimento da popularidade

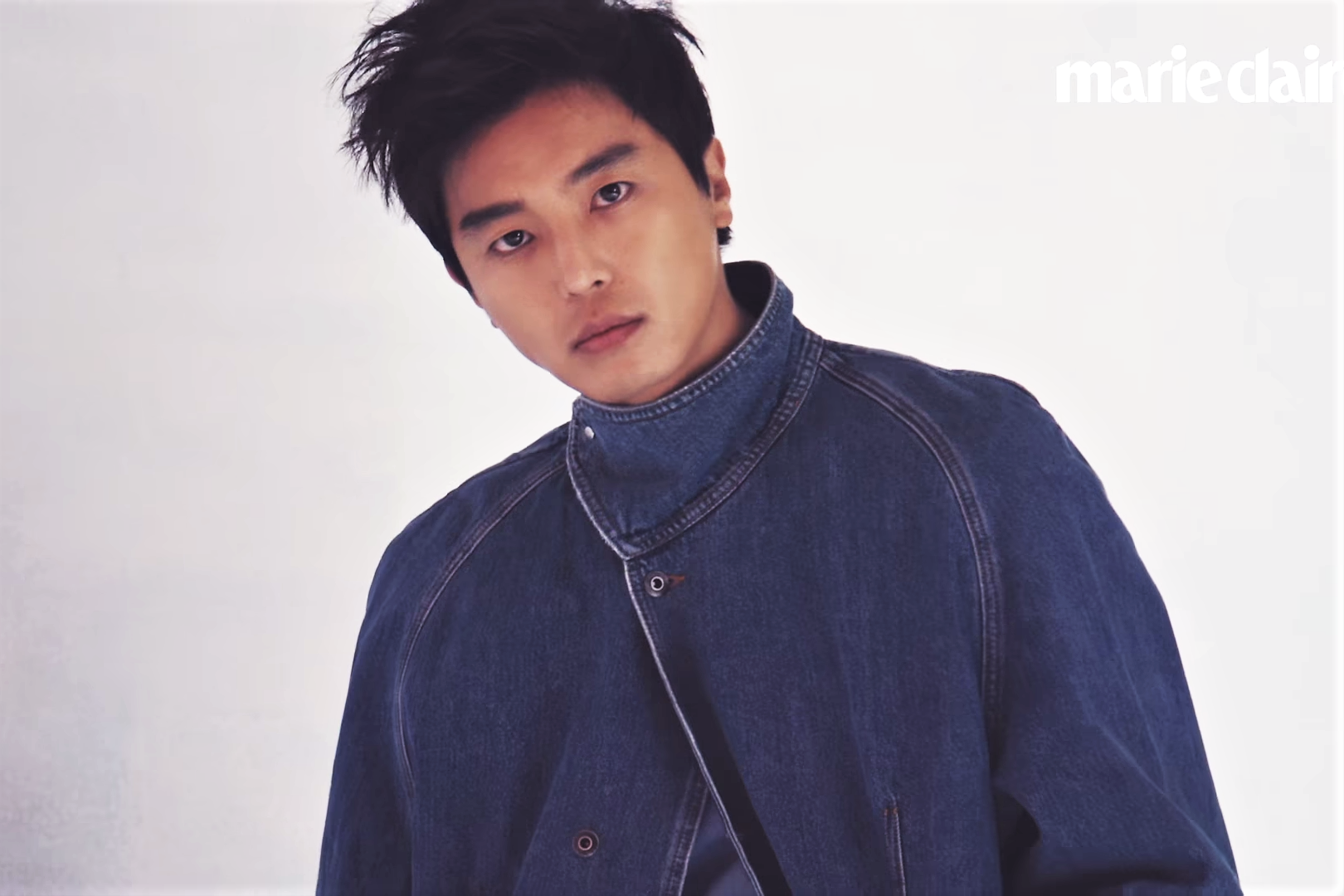
Yeon Woo-jin durante ensaio fotográfico em 2017.

Nos dois anos seguintes, Yeon foi o protagonista de dois dramas de comédia romântica, em um interpretou um cirurgião plástico em Yeonae Malgo Gyeolhon (2014) e no segundo um gerente de escritório, que se transforma em um advogado em Divorce Lawyer in Love (2015). Em 2016, realizou uma participação especial no filme Seondal: The Man Who Sells the River, no papel do Rei Hyojong. No ano seguinte, estrelou o drama de comédia e drama da tvN, Introverted Boss (2017) e mais tarde naquele ano, o melodrama histórico Queen for Seven Days da KBS2 e o drama jurídico Judge vs. Judge da SBS.

## Filmografia

### Televisão
| Ano       | Título                      | Papel         | Emissora  | Notas                                 |
| --------- | --------------------------- | ------------- | --------- | ------------------------------------- |
| 2010      | Cinderella's Sister         | Dong-soo      | KBS2      |                                       |
| 2010–2011 | All My Love For You         | Bang Woo-jin  | MBC       |                                       |
| 2011–2012 | Ojakgyo Family              | Hwang Tae-pil | KBS2      |                                       |
| 2012      | Just an Ordinary Love Story | Han Jae-gwang | KBS2      |                                       |
| 2012      | Arang and the Magistrate    | Choi Joo-wal  | MBC       |                                       |
| 2013      | When a Man Falls in Love    | Lee Jae-hee   | MBC       |                                       |
| 2013–2014 | My Love from the Star       | Lee Han-kyung | SBS       | participação, (ep.18)                 |
| 2014      | Secret Love                 | Jang Hyun-jin | Dramacube | participação, (ep.1–2: "Missing You") |
| 2014      | Yeonae Malgo Gyeolhon       | Gong Gi-tae   | tvN       |                                       |
| 2015      | Divorce Lawyer in Love      | So Jung-woo   | SBS       |                                       |
| 2016      | Another Oh Hae-young        | Gong Gi-tae   | tvN       | participação, (ep.7)                  |
| 2017      | Introverted Boss            | Eun Hwan-gi   | tvN       |                                       |
| 2017      | Queen for Seven Days        | Lee Yeok      | KBS2      |                                       |
| 2017      | Judge vs. Judge             | Sa Eui-hyeon  | SBS       |                                       |

### Filmes
| Ano  | Título                                | Papel         |
| ---- | ------------------------------------- | ------------- |
| 2009 | Just Friends? (curta-metragem)        | Kang Min-soo  |
| 2011 | We Fly High (curta metragem)          | Seung-gi      |
| 2014 | Tunnel 3D                             | Dong-joon     |
| 2015 | Revivre                               | Kim Min-soo   |
| 2016 | Seondal: The Man Who Sells the River  | Rei Hyojong   |
| 2017 | The Table                             | Un-chul       |
| 2018 | The Princess and the Matchmaker       | Yoon Si-kyung |
| 2018 | Mongolian Love Story (curta-metragem) |               |
| 2022 | Special Delivery                      | Kim Doo-shik  |

## Prêmios e indicações
| Ano  | Prêmio             | Categoria                                                   | Trabalho indicado           | Resultado |
| ---- | ------------------ | ----------------------------------------------------------- | --------------------------- | --------- |
| 2012 | KBS Drama Awards   | Melhor Ator em Drama Curto/Uma Atuação                      | Just an Ordinary Love Story | Venceu    |
| 2012 | MBC Drama Awards   | Melhor Ator Revelação                                       | Arang and the Magistrate    | Indicado  |
| 2013 | Korea Drama Awards | Prêmio de Excelência, Ator                                  | When a Man Falls in Love    | Indicado  |
| 2015 | SBS Drama Awards   | Prêmio de Excelência, Ator em Minisséries                   | Divorce Lawyer in Love      | Indicado  |
| 2017 | SBS Drama Awards   | Prêmio Top Excelência, Ator em Drama de Quarta-Quinta-feira | Judge vs. Judge             | Indicado  |